# Elston (Wiltshire)
Elston – przysiółek w Anglii, w Wiltshire, w dystrykcie (unitary authority) Wiltshire. Elston jest wspomniana w Domesday Book (1086) jako Wintreburne.